# New Zealand Ice Hockey Federation

Logo der NZIHF

Die New Zealand Ice Hockey Federation (kurz: NZIHF, auch: Ice Hockey New Zealand) ist der nationale Eishockeyverband Neuseelands. Seit 1977 ist die NZIHF Mitglied der Internationalen Eishockey-Föderation IIHF. Dem Verband gehören drei regionale Verbände an, außerdem untersteht ihm die neuseeländische Eishockeynationalmannschaft, die seit 1987 an internationalen Turnieren teilnimmt. Zudem organisiert die New Zealand Ice Hockey Federation seit 2005 die New Zealand Ice Hockey League.

## Mitglieder
- Auckland Ice Hockey Association
- Canterbury Ice Hockey Association
- Dunedin Ice Hockey Association